# Doug Ellin
Pour les articles homonymes, voir Ellin.
Doug Ellin est un scénariste et producteur de télévision américain, né le 6 avril 1968 à New York. Il est principalement connu pour être le créateur de la série télévisée Entourage diffusée sur HBO.

## Biographie
Douglas Reed Ellin naît dans l'arrondissement de Brooklyn à New York en 1968.
En 1996, il coécrit et réalise la comédie Phat Beach avec notamment Jermaine « Huggy » Hopkins et Coolio. La même année, il met en scène The Waiter avec David Schwimmer, Jon Cryer et Joe Alaskey.
En 1998, il réalise et coécrit le film Une fiancée pour deux où il retrouve David Schwimmer. Jason Lee, Mili Avital et Bonnie Hunt font également partie du casting.
Il quitte ensuite New York pour Los Angeles. Il se lance dans le stand-up dans des comedy clubs comme The Improv et The Comedy Store.
En 2002, il fait partie de l'équipe de scénaristes de la série Life with Bonnie avec Bonnie Hunt.
En 2004, il crée sa propre série, Entourage, diffusée pour la première fois en juillet 2004 sur HBO. Produite par Mark Wahlberg, la série raconte le quotidien de Vincent Chase, une jeune acteur prometteur à Hollywood. La série se démarque par son nombre impressionnant de guest stars et par son tournage, rarement effectué en studio.
En 2006, il est en contact avec HBO pour la création d'une nouvelle série télévisée autour de traders et de la gestion alternative.

## Filmographie

### Scénariste
- 1993 : The Pitch (court-métrage) de Doug Ellin
- 1993 : The Waiter de Doug Ellin
- 1996 : Phat Beach de Doug Ellin
- 1998 : Une fiancée pour deux (Kissing a Fool) de Doug Ellin
- 2004 : Life with Bonnie (série télévisée)
- 2004-2011 : Entourage (série télévisée)
- 2013 : Match retour (Grudge Match) de Peter Segal
- 2015 : Entourage de Doug Ellin

### Producteur
- 2004-2011 : Entourage (série télévisée)
- 2016 : Bad Santa 2 de Mark Waters (producteur délégué)

### Réalisateur
- 1993 : The Pitch (court-métrage)
- 1993 : The Waiter
- 1996 : Phat Beach
- 1998 : Une fiancée pour deux (Kissing a Fool)
- 2009 : Entourage (série télévisée) - Saison 6, épisode 7
- 2010 : Entourage (série télévisée) - Saison 7, épisodes 1, 3 et 6
- 2015 : Entourage de Doug Ellin

### Acteur
- 2004 : Entourage (série télévisée) - Saison 1, épisode 8 : le réalisateur à l'audition
- 2005 : Entourage (série télévisée) - Saison 2, épisode 8 : Doug
- 2009 : Entourage (série télévisée) - Saison 6, épisodes 11 et 12 : le réalisateur à l'audition